# Méndez Núñez (F104)
Le Méndez Núñez (F104) est une frégate de la classe Álvaro de Bazán en service dans la marine espagnole. Il s'agit du quatrième navire de sa classe, entré en service en 2006. Le navire porte le nom du contre-amiral espagnol du XIXe siècle Casto Méndez Núñez (en). 
Il s'agit du premier navire de la marine espagnole à visiter les Philippines depuis la fin de la période coloniale espagnole de ce pays d'Asie du Sud-Est en 1898.